# らぶ2Quad
『らぶ2Quad』は2011年9月30日にま〜まれぇどより発売された18禁恋愛アドベンチャーゲームである。

## ストーリー
（出典：）
主人公・東堂渉は私立明倉学園に通う平凡な学生である。長きにわたって、恋人のいない寂しい学園生活を送ってきた。ある日、学園の人気教師である柳葵から「力を貸して欲しい」と頼まれる。葵によれば、彼女は秘密組織・クレイドルのエージェントであり、人類の敵・4Dと戦うためにエネルギーを溜めなければならないという。エネルギーを溜めるにはエッチなトレーニングをしなければならず、渉は葵に迫られる。渉がエッチを拒否すると、葵は代役の女の子を4人立て、その女の子たちとのエッチを強制するのだった。

## 登場人物

### メインキャラクター
東堂 渉（とうどう わたる）
本作の主人公。私立明倉学園の2年生である。両親が仕事で忙しいため、子供のころから1人で過ごすことに慣れている。クレイドルに秘めた才能を見出される。
エルマリート・ド・ブランシュフォール
声 - 北見六花
誕生日 - 1月6日
身長 - 166cm / B/W/H 88/58/86
明倉学園の2年生で、フランスの貴族。学園では理想的なお嬢様として振る舞っている。サディストであり、お嬢様として振る舞うストレスを、渉をいじめることで発散している。
神代 ほのか（かみしろ ほのか）
声 - 榎本みなも
誕生日 - 2月4日
身長 - 151cm / B/W/H 77/56/77
明倉学園の1年生で、渉の幼なじみ。東堂家の隣にある神社に住んでいる。子供のころから渉と兄妹のように育ったため、彼を「兄さん」と呼んで慕っている。家事が得意であり、和食を作ることが趣味。
筑波 みらい（つくば みらい）
声 - 野神奈々
誕生日 - 7月30日
身長 - 155cm / B/W/H 81/55/85
歴史を変えるために未来からきた少女。現代の風習を学習し、周囲と協調しようと努力している。無口かつ無表情だが、渉と仲を深めるにつれて、様々な表情を見せるようになる。
東堂 千歳（とうどう ちとせ）
声 - 佐々留美子
誕生日 - 8月7日
身長 - 141cm / B/W/H 66/47/65
渉の祖先で、武士の少女。洞窟の奥に封印されていたが、4Dに対抗するために蘇った。推定される年齢は409歳であり、戦国時代の終わりごろに戦に参加していた。渉を当主として相応しい男に育てることに燃えている。物静かな性格で、古風なしゃべり方をする。

### サブキャラクター
柳 葵（やなぎ あおい）
声 - 青山ゆかり
渉のクラス担任。秘密組織・クレイドルの指揮官でもある。任務のために渉の下半身を執拗に攻めてくる。ハーフであり、昔は香港に住んでいた。
青葉（あおば）
声 - かわしまりの
秘密組織・クレイドルのオペレーター。双子の妹・朝陽がいる。クレイドルでは情報処理を担当する。妹に甘い性格である。
朝陽（あさひ）
声 - 御苑生メイ
秘密組織・クレイドルのオペレーター。双子の姉・青葉がいる。クレイドルでは通信を担当している。異性に慣れていないため、男性から話しかけられるとすぐに姉の後ろに隠れてしまう。
関ヶ原・ローエングラム・奉先（せきがはら・ローエングラム・ほうせん）
声 - 山中壮一
クレイドルの創設者かつ司令官。渉の能力を見出し、彼にエッチなトレーニングを要求する。

## 主題歌
- オープニング曲 『Temptation』[3][6]

作詞 - 澄田まお / 作編曲 - Dani / 歌 - Rita & Duca
- エンディング曲 『赤い花』[9]

作詞 - 澄田まお / 作編曲 - Dani / 歌 - 茶太